# Голыгинская
Голыгинская — нежилая деревня в Шенкурском районе Архангельской области. Входит в состав муниципального образования «Усть-Паденьгское».

## География
Деревня расположена в южной части Архангельской области, в таёжной зоне, в пределах северной части Русской равнины, в 48 километрах на юг от города Шенкурска, на правом берегу реки Паденьга, притока Ваги. Ближайшие населённые пункты: на северо-востоке деревни Леоновская и Павловская.
Часовой пояс
Голыгинская, как и вся Архангельская область, находится в часовой зоне МСК (московское время). Смещение применяемого времени относительно UTC составляет +3:00.

## Население
| 2002 | 2010 | 2012 |
| ---- | ---- | ---- |
| 0    | →0   | →0   |

## История
В «Списке населенных мест Архангельской губернии к 1905 году» деревня Голыгинская(Голыгина) насчитывает 10 дворов, 44 мужчины и 48 женщин.  В административном отношении деревня входила в состав Паденгского сельского общества Устьпаденгской волости.
На 1 мая 1922 года в поселении 16 дворов, 36 мужчин и 49 женщин.